# Václav Chalupa
Václav Chalupa (Jindřichův Hradec, Checoslovaquia, 7 de diciembre de 1967) es un deportista checo que compitió en remo.
Participó en seis Juegos Olímpicos de Verano, entre los años 1988 y 2008, obteniendo una medalla de plata en Barcelona 1992, en la prueba de scull individual, el quinto lugar en Atlanta 1996 (scull individual), el quinto en Atenas 2004 (scull individual) y el octavo en Pekín 2008 (ocho con timonel).
Ganó ocho medallas en el Campeonato Mundial de Remo entre los años 1989 y 2009, y una medalla de oro en el Campeonato Europeo de Remo de 2007.
Fue el abanderado de la República Checa en la ceremonia de apertura de los Juegos de Atlanta 1996.

## Palmarés internacional
| Representando a Checoslovaquia     |                          |                   |                  |
| Juegos Olímpicos                   |                          |                   |                  |
| Año                                | Lugar                    | Medalla           | Prueba           |
| 1992                               | Barcelona (España)       | Medalla de plata  | Scull individual |
| Campeonato Mundial                 |                          |                   |                  |
| Año                                | Lugar                    | Medalla           | Prueba           |
| 1989                               | Bled (Yugoslavia)        | Medalla de plata  | Scull individual |
| 1990                               | Tasmania (Australia)     | Medalla de plata  | Scull individual |
| 1991                               | Viena (Austria)          | Medalla de plata  | Scull individual |
| Representando a la República Checa |                          |                   |                  |
| Campeonato Mundial                 |                          |                   |                  |
| Año                                | Lugar                    | Medalla           | Prueba           |
| 1993                               | Račice (República Checa) | Medalla de plata  | Scull individual |
| 1995                               | Tampere (Finlandia)      | Medalla de bronce | Scull individual |
| 1998                               | Colonia (Alemania)       | Medalla de bronce | Scull individual |
| 2001                               | Lucerna (Suiza)          | Medalla de bronce | Scull individual |
| 2009                               | Poznań (Polonia)         | Medalla de plata  | Dos con timonel  |
| Campeonato Europeo                 |                          |                   |                  |
| Año                                | Lugar                    | Medalla           | Prueba           |
| 2007                               | Poznań (Polonia)         | Medalla de oro    | Ocho con timonel |